# 予備役将校訓練課程

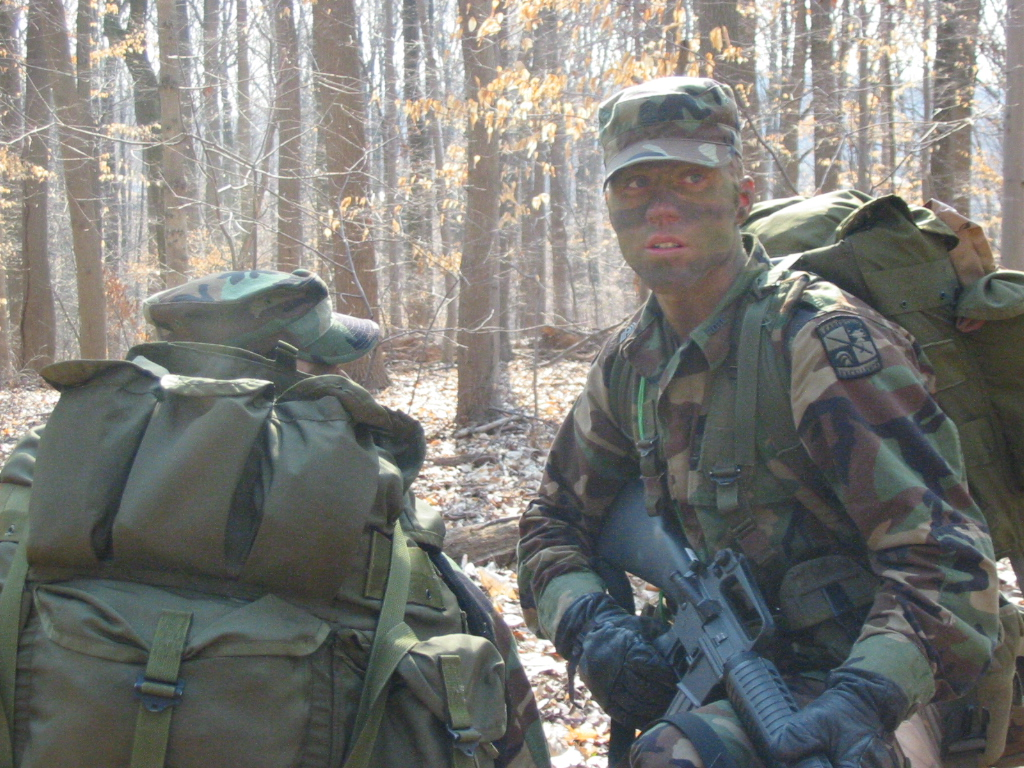
ROTCにおける分隊行動訓練の風景
手にしたM16A2小銃は教練用のダミーである

予備役将校訓練課程（よびえきしょうこうくんれんかてい、英: Reserve Officers' Training Corps, ROTC）は、主に大学に設置された、陸海空軍および海兵隊の将校を養成するための教育課程のこと。予備役将校養成課程、予備役将校訓練団、予備役将校訓練部隊、予備役士官訓練課程とも。

## アメリカの予備将校訓練課程

### 歴史
アメリカのROTCの歴史は、1868年に制定された「モリル・ランドグラント法」の適用を受けた「ランドグラント大学」（特定の大学名ではなくカテゴリー）に設置されたのがはじまりである。これらの大学の学生に課せられたカリキュラムには、軍事的な戦術も含まれ、予備役の将校を養成する課程として確立されていった。ROTCが最初に設けられた大学は、1818年に私立の陸軍士官学校を前身として設立されたノーウィッチ大学（Norwich University）である。1960年代までは、これらの大学の学生にはROTCへの参加が義務付けられていたが、ベトナム戦争の勃発を契機に反戦派学生による抗議や拒否の声が高まり、フィリップ・K・ディックのようにROTCの強制を理由に中退する者が増えたことから、参加は強制から任意に転換され今日に至っている。

### 設置校及び制度

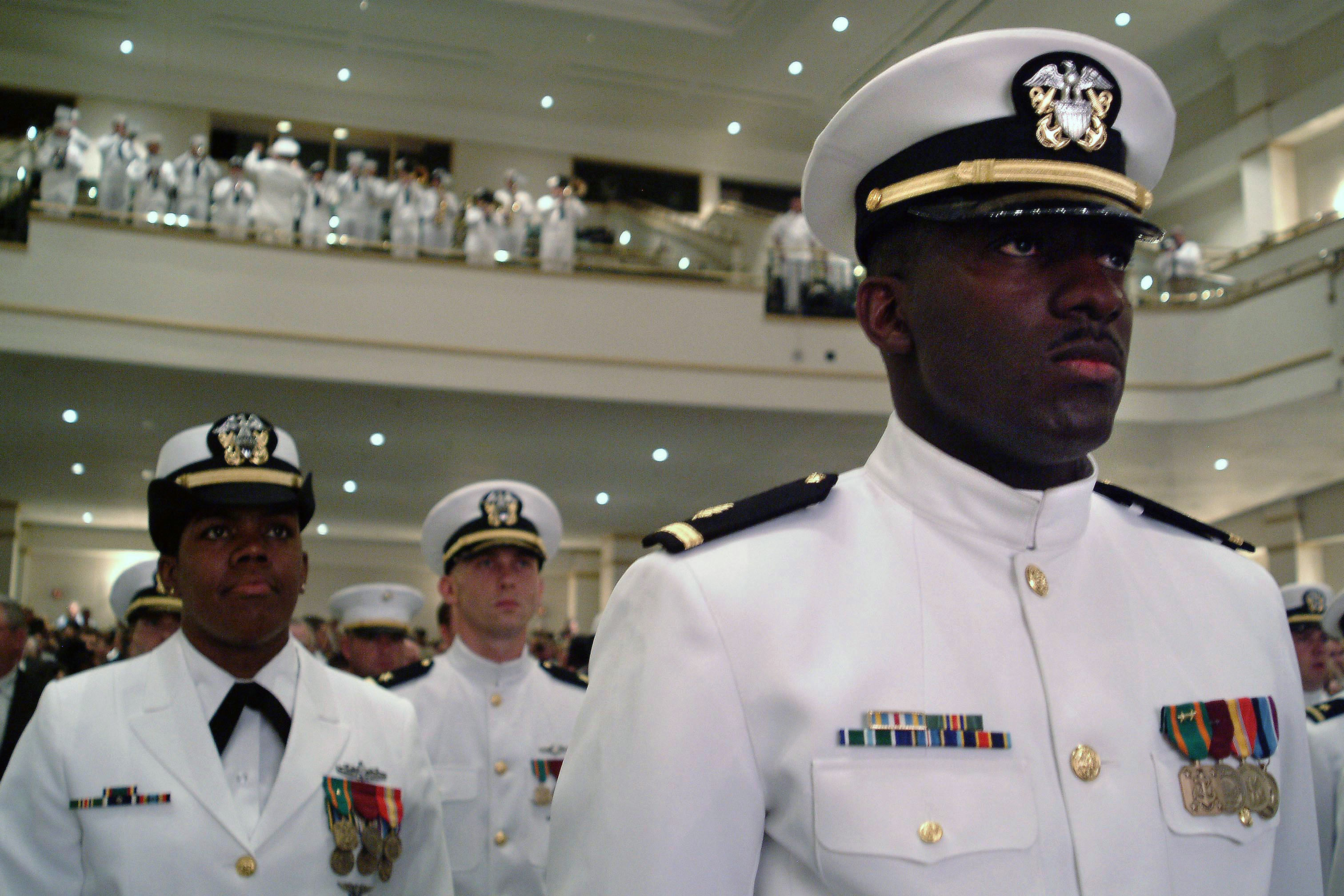
海軍ROTC卒業生の士官任命式。
後方に海兵隊の官帽を被っている人物がいることから、海兵隊と海軍の士官任命式が合同で行われていることが分かる。

アメリカにおけるROTCは陸海空軍、および海兵隊の将校を育成するため特定の州立大学、私立大学に設置された教育課程のことであり、当該課程の修了者は陸軍士官学校・海軍兵学校・空軍士官学校などの卒業生と同様に初級将校（少尉）に任官する。普通アメリカでROTCといえば陸軍のROTCを指す。海軍、空軍のROTCはそれぞれNROTC、AFROTCと呼ばれる。海兵隊はNROTCに組み込まれる。ROTCに参加している学生の呼称はカデット（Cadet　陸軍、空軍）、ミジップマン（Midshipman　海軍、海兵隊）。現在の米軍士官の約40%がROTCの出身といわれる。各軍将校のROTC出身者比率は陸軍の56%が最も多く、海兵隊の11%が最も少ない。現時点で沿岸警備隊にROTC制度はない。
ROTCでは、一般学生に混じって授業を受けながら、同時に軍事訓練を積み軍人教育を受ける。卒業後の数年間、軍役（現役・予備役、あるいは州兵）に就くことが義務付けられる。在学中は基本的に召集されないことになっているが、非常事態時には国会の命令により召集可能。過去に一度、第二次世界大戦中にウェストポイントのカデットが召集されたことがあるが、一般大学のROTCのカデットが召集されたケースは今のところない。在学中は学費の一部あるいは全額支給に加え奨学金数百ドルを受け取り、卒業後は士官として入隊することができるため競争率は高い。高校、あるいは大学の成績とSATの点数に加え、犯罪歴や借金の有無のチェック、身体測定や運動能力テストを課される。不況時とアメリカ同時多発テロ事件などの国家危機時に志願者が増えると言われている。湾岸戦争時の統合参謀本部議長やブッシュ政権時の国務長官を務めたコリン・パウエルや、アメリカ同時多発テロ事件及びイラク戦争時の統合参謀本部議長として有名なリチャード・マイヤーズ等もROTCの卒業生である。ROTCはアイビー・リーグを含む全米のあらゆる大学に支部を持っている。
ROTCに入るための入学試験は、身体・運動能力テストを除けば一般大学と変わるものではないが、入学後の身体鍛錬、軍事科目と専攻科目の両立、実技演習などが課せられており、強靭な肉体と、軍隊の規律に従うだけの精神力が求められる。このようにアメリカの若者がROTCに入る主な動機として挙げられるのは、パイロットや看護師などへの就職、或いは奨学金を受けながら学位を取得、一般大学への編入を目指すなどである。
アメリカ軍のROTCは、主に旅団と大隊からなり、戦闘部隊や飛行部隊などがある。ROTCに在籍する学生はそれぞれの職種に応じた訓練に参加する。

### 上級軍事大学、軍事短期大学制度
アメリカのROTC設置校のなかで、以下の６校が上級軍事大学（Senior Military College）に指定されている。
- 北ジョージア大学（University of North Georgia） - ジョージア州ダロネガ
- ノーウィッチ大学（Norwich University） - バーモント州ノースフィールド
- テキサスA&M大学（Texas A&M University） - テキサス州カレッジステーション
- シタデル（The Citadel） - サウスカロライナ州チャールストン
- バージニア軍事大学（Virginia Military Institute） - バージニア州レキシントン
- バージニア工科大学（Virginia Polytechnic Institute and State University） - バージニア州ブラックスバーグ

このうち、ノーウィッチ大学は私立の軍事大学であり、ノース・ジョージア州立大学、シタデル、バージニア軍事大学は軍事教育を中心とする州立大学である。テキサスA&M大学とバージニア工科大学は一般の州立総合大学である。上級軍事大学出身者は一般大学のROTC出身者よりも優先的に職種を選ぶことができる。
他にも軍事短期大学(Military Junior College)に指定されている以下の4校が挙げられる。

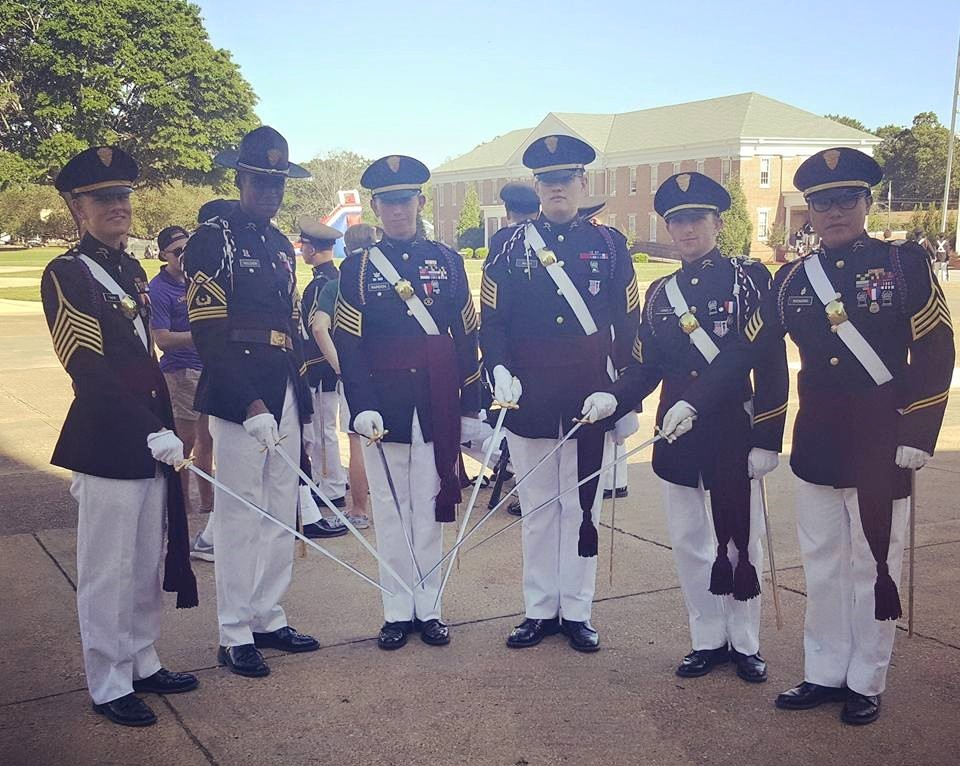
マリオン軍事大学陸軍士官候補生隊の本部要員6人。袖章は左から順に大隊長、本部付き曹長、大隊先任将校が2人、中隊長が2人

- マリオン軍事大学（Marion Military Institute） - アラバマ州マリオン
- ジョージア軍事大学（Georgia Military College） - ジョージア州ミレッジビル
- ニューメキシコ軍事大学（New Mexico Military Institute） - ニューメキシコ州ロズウェル
- ヴァリー・フォージ軍事大学（Valley Forge Military Academy and College） - ペンシルベニア州ウェイン

軍事短期大学出身者は卒業、任官後に予備役、あるいは州兵での勤務が義務付けられている。ここでは早期任官制度が用いられ、二年間で短大課程を修了後に少尉に任官。その後４年制大学に編入し、学士号を取得するために大学に通いながら予備役、あるいは州兵に少尉として勤務するというものである。
スポーツも盛んであり、一般の短大と同じカンファレンスに加盟している。このためスポーツ留学生も多い。例としてニューメキシコ軍事大学では軍人を希望するのは半分ほどで、半分はスポーツで大学の奨学金を狙っていたが、学力などの問題で全米大学体育協会の規定を満たせなかったため、在学中に成績を残し、名門大学への編入を目指す者だという。

### 著名な出身者
- カーチス・ルメイ：空軍大将、第5代空軍参謀総長（オハイオ州立大学）
- ジョージ・ケイシー Jr.：陸軍大将、第36代陸軍参謀総長（ジョージタウン大学）
- ジョン・E・ハイテン（英語版）:空軍大将、第11代アメリカ統合参謀本部副議長(ハーバード大学)
- コリン・パウエル：陸軍大将、第12代統合参謀本部議長、65代国務長官（ニューヨーク市立大学シティカレッジ）
- ジェームズ・マティス：海兵隊大将、第26代国防長官（セントラル・ワシントン大学）
- ドナルド・ラムズフェルド：海軍大佐、第13・第21代国防長官（プリンストン大学）
- サム・ウォルトン：陸軍大尉、世界最大の小売業者ウォルマート創業者（ミズーリ大学コロンビア校）
- トーマス・G・ラブレク（英語版）：海軍大尉、元・チェース・マンハッタン銀行頭取 (en:Villanova University)
- ジョン・ウィラード・マリオット（英語版） ：マリオット・インターナショナル会長 (ユタ大学)
- マーク・ミリー:陸軍大将、第39代アメリカ陸軍参謀総長、第20代アメリカ統合参謀本部議長(プリンストン大学)

## その他の国の予備将校訓練課程及び類似した制度
ROTCを設置する国は、アメリカ合衆国及びそれらと関わりの深い国に多い。1912年、当時アメリカの植民地統治下にあったフィリピンにおいて、フィリピン大学にROTCが設置され、韓国では1963年にROTCに相当する学生軍事教育団が、台湾においても1997年にROTCに相当する課程が設置されている。

### 日本
日本では、1925年（大正14年）から1945年（昭和20年）までの間、陸軍隷下に陸軍予備士官学校が存在し、予備役将校の育成がなされていた。さらに現役将校が中学校以上の学校において基礎的な教練を施す学校教練という制度が存在した。
また、海軍では、東京高等商船学校及び神戸高等商船学校の官立高等商船学校2校について、海軍予備士官の養成カリキュラムが組まれており、この2校に入学した学生は、自動的に全員が海軍予備生徒に任命され、海軍生徒に準じる待遇を受けた。卒業と同時に、海軍予備少尉もしくは海軍予備機関少尉に任官するものである。平時は民間にあって海事関係の職業に従事し、海軍の召集（充員召集）によって、軍務に服した。後に、東京、神戸の両高等商船学校以外にも、清水高等商船学校、函館水産専門学校遠洋漁撈科、水産講習所遠洋漁撈科にも拡大された。戦時は、実戦部隊の他、海軍諸学校の教官、民間造船所の監督官等、予備士官が活躍した。所謂予備学生とは完全に異なり、予備生徒のほうが格式が高い。
しかし、アメリカの同盟国となった戦後は、今日に至るまで、自衛隊においてROTCまたはそれに相当する課程は設置されておらず、学生から自衛官を養成するプログラムとしては、防衛大学校や、自衛官に任官することを条件として奨学金を貸与される自衛隊奨学生（旧・貸費学生）、曹の候補を育成する陸上自衛隊高等工科学校（かつては自衛隊生徒）などが存在するのみである。これらはあくまで常備の自衛官を養成するものであり、予備役軍人に相当する予備自衛官の制度において幹部を養成する課程は存在しない。
1955年（昭和30年）8月10日、防衛庁長官の砂田重政が閣議を経ない個人的な意見として、郷土防衛隊構想とともに、高等学校（当時、高等学校への進学率はそれほど高くなかった事に注目する必要がある）または大学等の卒業生を対象に企業等に就職する前の10ヶ月ないし一年間を自衛隊の学校に入校させ、「予備幹部自衛官」とする予備幹部自衛官制度構想を掲げた。しかし、この構想は、経済同友会の支持は得たものの、社会的には戦後間もない当時の情勢のもとで、自衛隊を軍事的に無為に拡大させる発言、ないし第二次大戦末期の学徒出陣を想起させる危うい発言ととらえられた。このため、砂田は野党の反発を受けて罷免され、この構想も政府当局ないし防衛庁(現・防衛省)が公式に検討したものではないものとして処理され、以来同様の内容の制度は検討されてこなかった。
しかし、2001年（平成13年）、陸上自衛隊において予備自衛官補がはじめて設置され、18歳以上34歳以下、もしくは保有する技能に基づく年齢の上限を満たす、学生を含む自衛官未経験者が予備自衛官に志願することが可能となり、2006年より本格的な運用が開始されるようになった。これは、ROTCのような将校(幹部自衛官)を養成する目的ではないが、実際の予備自衛官補制度では、技能公募の予備自衛官補の場合、主に医官、歯科医官、薬剤官などの職種で採用されている者に対しては、予備自衛官任官時に幹部自衛官の階級である三等陸尉から二等陸佐に指定または昇進され得る道が開かれている。ただし、現状では予備自衛官補を幹部自衛官に登用する道は一部に留まっており、諸外国と同様のROTC制度は有さないのが現状である。
こうした現状については、軍事ジャーナリストの神浦元彰が、自身のウェブサイトで予備自衛官補がROTC創設につながる可能性について言及しているほか、軍事評論家の兵頭二十八も『日本の論点2004』において、日本が未だ予備自衛官補制度のみ有するのに対してROTCの創設の必要性について触れているなど、一部にROTCの必要性を述べる見解もある。
また、2007年（平成19年）6月6日、自由民主党の政務調査会国防部会では『自衛官の質的向上、人材確保、将来の活用に関する提言』において、予備自衛官制度の改正について触れ、その中で将官級の予備自衛官の設置について改善する必要性を記しており、今後の幹部たる予備自衛官の運用について注目されるところである。なお、防衛省内に設置された「防衛力の人的側面についての抜本的改革に関する検討会」においても予備自衛官の階級上限引き上げが検討されており、予備自衛官制度そのものの拡充の中で階級運用もより拡がるものと思われる。さらに、同提言では一般大学等からより安定的かつ優秀な幹部自衛官を確保するため、貸費学生（現・自衛隊奨学生）に加え、アメリカのROTCを参考とした採用制度についての検討も触れている。

### 韓国
韓国におけるROTCの制度は1961年6月、ソウル大学や高麗大学など全国16大学に第一期生2,642名からなる学生軍事教育団（以下学軍団、ハングル：학생군사교육단）が創設されたことから始まった。これは前年の1960年9月、當時の文教部（現教育科学技術部）と国防部がアメリカ軍事顧問団の指導を受けて確定した学軍団制度の計画に基づいて創設されたもので、二年後の1963年2月に学軍団第一期生が少尉として任官した。当時の韓国における識字率は、六割ほどにまで落ち込み、ハングルで書かれた野戦教本を読めない将校も少なからずいたなか、ROTC出身将校達は士兵らの識字向上運動に積極的に取り組むなど、韓国軍の水準を高める足がかりをつくった。
現在、毎年およそ3,000名の初級将校を輩出し、小隊長など軍の初級将校の中枢を担う存在となっている。学軍団創設當時は、全国16の総合大学にのみ設置されていたが、2002年現在は97校に学軍団が設置されている。そのうち陸軍は92校、海軍は韓国海洋大学校など4校、空軍は航空大学1校に設置されている。3～4年生の二年間の間に、初級将校が身につけるべき理論中心の軍事教育を「校内教育」として、休み期間中に全国学軍団を統率する学生中央軍事学校に入営して実習中心の「入営訓練」をそれぞれ受け、二年間の教育課程履修後に少尉として任官される。そして任官後、2年4ヶ月間、将校として自身の専攻分野の実務を身につけつつ、将校としての任務を全うする仕組みとなっている。なお2010年12月、初めて女子学生を対象としたROTC制度が始まり全国7大学から合わせて60名が選ばれた。そして12月10日にソウル市の淑明女子大学校で学軍団創設式が行われた。